# Mark C. Honeywell
Mark C. Honeywell (Wabash, 29 dicembre 1874 – 13 settembre 1964) è stato un imprenditore e inventore statunitense.
Fondò la società eponima Honeywell, Incorporated, di cui fu CEO dal 1927 al 1933.

## Biografia
Mark Charles Honeywell crebbe a Wabash, Indiana, e in Florida. Fu occupato in diverse realtà, dalla coltivazione degli agrumi al commercio di biciclette, e nel mulino del padre a Wabash. Si diplomò al Eastman Business College di Poughkeepsie, New York, nel 1891.
Honeywell si sposò due volte. La prima moglie, Olive May Lutz, sposata nel 1899, morì nel 1939 in seguito a una caduta dalla barca in Florida. Nel 1942 sposò Eugenia (Hubbard) Nixon, vedova di Don Morrison Nixon, giornalista di Wabash, Indiana. Eugenia morì l'8 febbraio 1974 in un incendio domestico. Originariamente si pensò ad un guasto ad un termostato, ma i pompieri di Wabash smentirono malfunzionamenti. Sul Wabash Plain Dealer, il capo dei pompieri Jack Saril disse, "We have not been able to find any other possible causes in the area where we know it started."

## Honeywell Corporation
Honeywell sviluppò un sistema di riscaldamento dell'acqua e nel 1905 ne installò uno in casa sua. Fu il primo in Nord America. L'idea del riscaldamento dell'acqua domestica iniziò in Inghilterra. I primi radiatori vennero dall'Inghilterra e poi vennero fabbricati a Wabash. La società M.C. Honeywell Heating and Sanitary Work, divenne Honeywell Heating Specialties Company. Nel 1906 crearono i primi termostati e valvole automatiche di controllo.
Nel 1927, le vendite ammontarono a oltre 1,5 milioni di $, e i dipendenti furono 450 a Wabash. Il maggior concorrente di Honeywell fu W.R. Sweatt con la sua Minneapolis Heat Regulator Company. I due brevettarono sistemi simili che impedirono una vera concorrenza. Si unirono creando la Minneapolis-Honeywell Regulator Company, con Sweatt a capo del consiglio di amministrazione e Honeywell come Presidente.